# Ель-Мафрак
Ель-Мафрак (араб. المفرق — букв. перехрестя) — місто в Йорданії, за 80 км на північ від Амману, столиці країни. Є адміністративним центром Провінції (мухафази) Ель-Мафрак. Населення міста в 2004 році складало 56 340 осіб.

## Історія

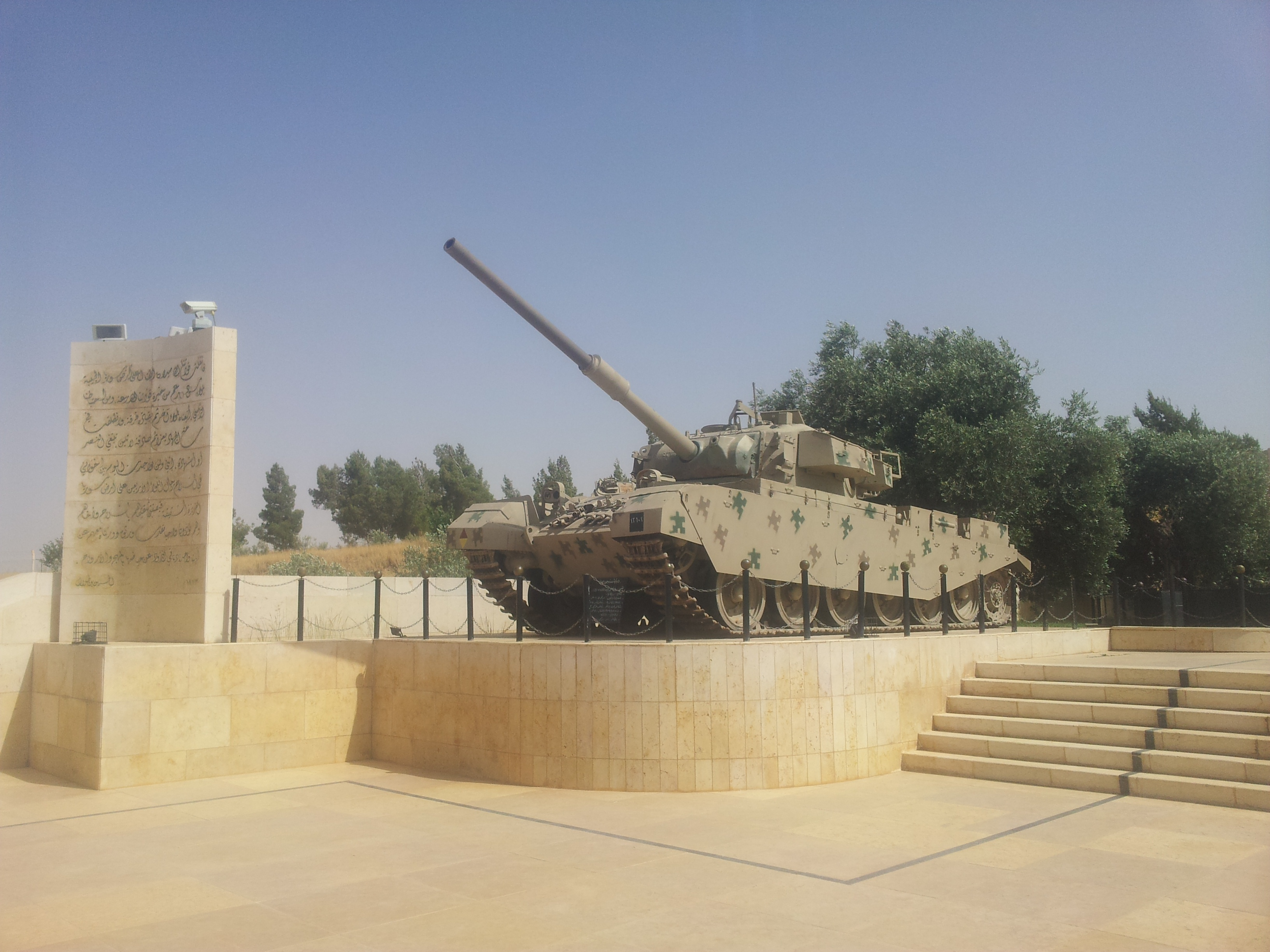
Танк, виставлений у Меморіалі мучеників у Ель-Мафраці

Ель-Мафрак був уперше заселений у IV столітті до н. е. Він лежить приблизно за 17 км на захід від старовинного набатейського та візантійського міста Умм-ель-Джималь, що було засновано в I столітті.
Спочатку місто називалося Фудаїн, що значить «фортеця» арабською. Місто набуло великого значення після спорудження Хіджазької залізниці, що зсполучала міста Стамбул та Медину, і тому було перейменовано османами на сучасну назву, яка буквально значить «перехрестя доріг». Ель-Мафрак був місцем розташування британської військової бази та аеропорту з початку XX століття. Пізніше він став базою для Арабського легіону під час арабо-ізраїльської війни 1948 року. В 1945 році був створений муніципалітет Ель-Мафрак, а Алі Абдея став його першим мером. Під час Другої світової війни міська військова база містила британські війська з Індії, Австралії та інших британських колоній.
Місто Ель-Мафрак — адміністратианий центр провінції Ель-Мафрак та штаб-квартира Третього відділу йорданської армії. Повітряний коледж короля Хуссейна і авіаційна база Королівських ВПС Йорданії також розташовані в місті.

## Географія

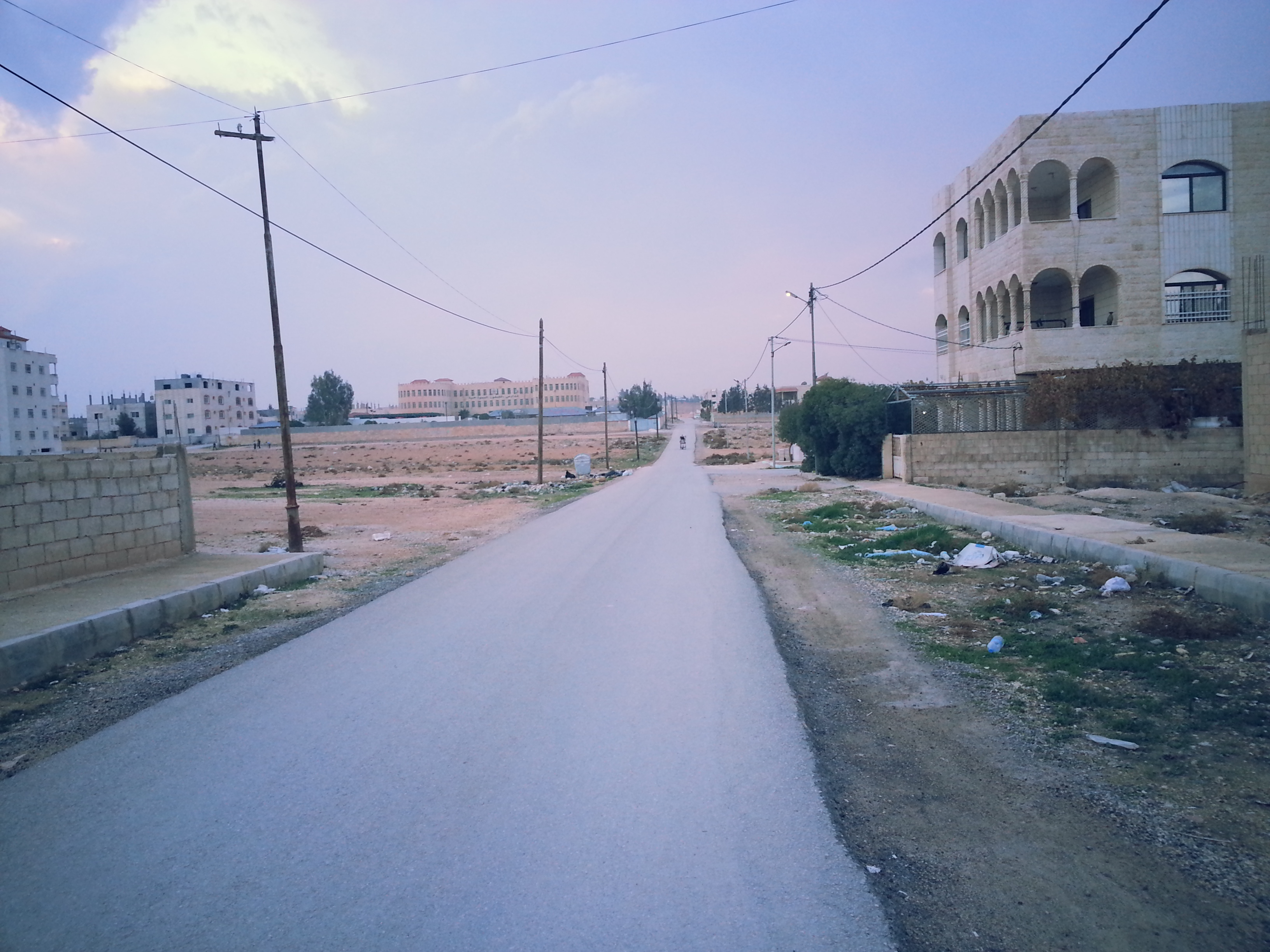
Житловий квартал в Ель-Мафраці

Ель-Мафрак лежить на півночі Йорданії на межі між історичною областю Хавран і Сирійською пустелею, приблизно за 80 км на північ від Амману. Поруч з Ель-Мафраком розташовані три великі міста регіону: Амман — на півдні, Ірбід — на заході та Дамаск — на півночі.
За Класифікацією Кеппена Ель-Мафрак має холодний семіаридний клімат (BSk). Середньорічна температура в місті становить 16.6 °C. В середньому, близько 184 мм опадів випадає щороку, а найбільша їхня кількість — взимку. 
| Клімат Ель-Мафраку, Йорданія           | Клімат Ель-Мафраку, Йорданія | Клімат Ель-Мафраку, Йорданія | Клімат Ель-Мафраку, Йорданія | Клімат Ель-Мафраку, Йорданія | Клімат Ель-Мафраку, Йорданія | Клімат Ель-Мафраку, Йорданія | Клімат Ель-Мафраку, Йорданія | Клімат Ель-Мафраку, Йорданія | Клімат Ель-Мафраку, Йорданія | Клімат Ель-Мафраку, Йорданія | Клімат Ель-Мафраку, Йорданія | Клімат Ель-Мафраку, Йорданія | Клімат Ель-Мафраку, Йорданія |
| Показник                               | Січ.                         | Лют.                         | Бер.                         | Квіт.                        | Трав.                        | Черв.                        | Лип.                         | Серп.                        | Вер.                         | Жовт.                        | Лист.                        | Груд.                        | Рік                          |
| Середній максимум, °C                  | 12,5                         | 14,4                         | 17,6                         | 22,5                         | 27,7                         | 31,1                         | 32,1                         | 32,3                         | 30,5                         | 26,4                         | 20,3                         | 14,2                         | 23,5                         |
| Середній мінімум, °C                   | 2,2                          | 3,3                          | 5,5                          | 8,9                          | 12,2                         | 14,9                         | 16,3                         | 16,4                         | 14,5                         | 11,7                         | 7,3                          | 3,1                          | 9,7                          |
| Норма опадів, мм                       | 41                           | 37                           | 31                           | 11                           | 3                            | 0                            | 0                            | 0                            | 0                            | 7                            | 20                           | 34                           | 184                          |
| -------------------------------------- | ---------------------------- | ---------------------------- | ---------------------------- | ---------------------------- | ---------------------------- | ---------------------------- | ---------------------------- | ---------------------------- | ---------------------------- | ---------------------------- | ---------------------------- | ---------------------------- | ---------------------------- |
| Джерело: Climate-Data.org,Climate data |                              |                              |                              |                              |                              |                              |                              |                              |                              |                              |                              |                              |                              |